# Southside Johnny & the Asbury Jukes

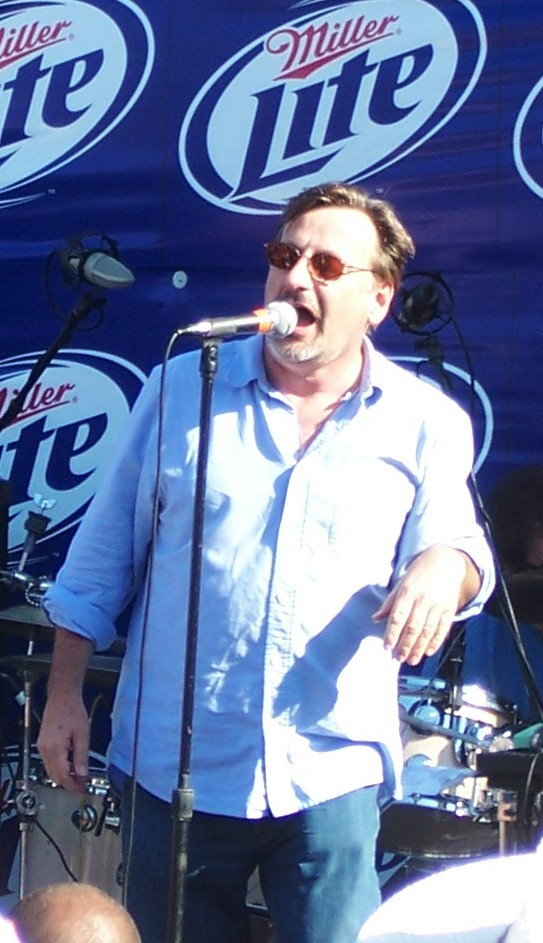
Southside Johnny (2008)

Southside Johnny & the Asbury Jukes ist die Band des US-amerikanischen Sängers und Songwriters Southside Johnny (mit wirklichem Namen John Lyon), * 4. Dezember 1948 in Neptune, New Jersey.

## Die Anfänge in Ocean Grove
Lyon wuchs in Ocean Grove, New Jersey, auf und absolvierte in Neptune die Highschool. Als Künstler trat Southside Johnny erstmals Mitte der 1970er Jahre unmittelbar nach Bruce Springsteen als Mitglied der Jersey Shore Music Scene in Erscheinung.
Seine ersten drei Alben, I Don’t Want to Go Home (1976), This Time It’s for Real (1977) und Hearts of Stone (1978), waren stark von Rhythm and Blues geprägt. Produziert wurden die Alben von Steven Van Zandt, dem Mitbegründer der Band und engen Freund von Bruce Springsteen. Alle Lieder waren zudem von Van Zandt und/oder Springsteen geschrieben. Das von Van Zandt geschriebene I Don’t Want to Go Home sollte zu Southside Johnnys Erkennungslied werden, eine Mischung aus Bläserphrasen und emotionalen Textzeilen. Zu den weiteren Hits zählen neben den Titelsongs der ersten drei Alben I Played the Fool, Talk to Me, The Fever, Love on the Wrong Side of Town, Trapped Again, einer Version von Sam Cookes Havin’ a Party sowie das mit einem neuen Arrangement versehene Without Love von Aretha Franklin.

## Die 1980er Jahre
Die Band gab 1977 Konzerte im Onkel Pö in Hamburg und im Kant-Kino in Berlin. 1979 fand ein Auftritt in der Essener Grugahalle statt. Er wurde 2004 zusammen mit dem Konzertmitschnitt aus der Kölner Live Music Hall von 1992 in der DVD-Reihe at Rockpalast des WDR veröffentlicht.
Die Formation stand in Bruce Springsteens großem Schatten. 1979 wurden sie von ihrer Plattenfirma fallengelassen. Die Jukes arbeiteten ohne Van Zandt weiter, der mittlerweile Mitglied bei Bruce Springsteens E Street Band geworden war, und veröffentlichten die Alben The Jukes (1979) und Love Is a Sacrifice (1980); Gitarrist Billy Rush übernahm in dieser Zeit die Rolle des wichtigsten Songwriters für die Band. Aber auch diesen beiden Alben war kein besonderer Erfolg beschieden, höhere Verkaufszahlen wurden mit der ersten Best-Of-Zusammenstellung Havin’ a Party with Southside Johnny (1979) und dem ersten Live-Doppelalbum Reach Up and Touch the Sky – Live (1980) erreicht.
Während der 1980er Jahre veröffentlichte Southside Johnny kontinuierlich neue Aufnahmen: Trash It Up (1983), ein von Nile Rodgers produziertes und vom Discosound beeinflusstes Album; In the Heat (1984) und das sich wieder mehr an den Ursprüngen orientierende At Least We Got Shoes (1986), auf dem u. a. Patti Scialfa, die spätere Ehefrau von Bruce Springsteen, zusammen mit Bobby Bandiera als Songwriterin mitwirkte, der wiederum Billy Rushs Posten fortan übernehmen sollte. Scialfa ist zudem zusammen mit Lisa Lowell und Soozie Tyrell, letztere seit 2002 ebenfalls bei Springsteens E Street Band engagiert, auf mehreren Alben der Jukes im Backgroundchor zu hören.
1988 erschien Johnnys erstes Soloalbum Slow Dance, das überwiegend Balladen und Liebeslieder enthielt, aber auch den Song Little Calcutta, das heute noch als Southsides politischstes Lied gilt und das Leben und das Klima der Obdachlosen in New York City beschreibt.
Es folgten mehrere Wechsel sowohl der Plattenfirma als auch in der personellen Besetzung der Jukes, begleitet von anhaltenden Tourneen.

## Die 1990er Jahre mit Auszeit
Seine Plattenkarriere wurde fortgesetzt mit dem Album Better Days (1991), das von van Zandt produziert wurde und Lieder von Bruce Springsteen enthielt. Neben Southside wurden die Songs von van Zandt, Springsteen und auch Jon Bon Jovi gesungen. The Jukes starteten eine weltweite Tour, um das Album zu promoten. Southside Johnnys Plattenfirma ging noch während der Tournee bankrott.
Southside schuf den Titelsong für die Sitcom Dave’s World, eine Coverversion von Billy Joels You May Be Right.
Danach nahm Southside eine Auszeit vom Musikgeschäft und ging nach Nashville. Einige Mitglieder der Asbury Jukes wurden Mitglied der Max Weinberg Seven und traten in der Fernsehshow Late Night with Conan O’Brien auf, während andere als Aufnahme- und Tourmusiker für Künstler wie Jon Bon Jovi, Willy DeVille, Graham Parker oder Robert Cray arbeiteten.
1997 kam Southside ins Rampenlicht zurück mit dem auf einem Independentlabel erschienenen Doppelalbum Spittin‘ Fire, einer halbakustischen Liveaufnahme, die in Frankreich während einer Reihe von zehn Konzerten im Chesterfield Café im Vorjahr aufgenommen worden war.

## Ab 2000 mit eigenem Label
Nach einer weiteren Zeit ohne einen Schallplattenvertrag gründete Southside schließlich im Jahr 2001 sein eigenes Schallplattenlabel Leroy Records und veröffentlicht seither seine Alben in Eigenregie: Messin' with the Blues (2000), Going to Jukesville (2002), Missing Pieces (2004), Into the Harbour (2005) jeweils zur einen Hälfte mit gecoverten Klassikern und zur anderen mit eigenen Kompositionen, bei denen es sich nicht selten um Kollaborationen mit Jukes-Gitarrist Bobby Bandiera oder Jukes-Pianist und -Organist Jeff Kazee handelt.
Southside Johnny ist nach wie vor fast unablässig auf Tournee und hat bei allen Konzerten ein Stammpublikum, insbesondere in einigen Regionen der USA, aber auch in UK und im restlichen Europa. Die DVD Live at The Opera House (2003) wurde 2002 in Newcastle/England aufgenommen. Von 2005 an lebte Southside Johnny eine Zeit in Delaware Bay, wohnt seit 2008 jedoch wieder in Ocean Grove. Er tritt jährliches auf bei Springsteens Asbury Park Ferien-Show.
Zum Jahreswechsel 2006/2007 wurde das insgesamt fünf CDs umfassende Box-Set Jukebox herausgebracht: vier CDs mit bisher weitestgehend unveröffentlichtem Material und einer Bonusdisk mit Höhepunkten des legendären Jukestock-Konzerts aus dem Jahr 2001.

## Ehrungen und Auszeichnungen
- Im Jahr 1982 wählte das Magazin Rolling Stone das Album Hearts of Stone unter die Top-100-Alben der 1970er und 1980er Jahre.

## Trivia
Der Name Southside Johnny & the Asbury Jukes inspirierte den österreichischen Songwriter und Mastermind Günter Brödl zur Erfindung von Ostbahn-Kurti & die Chefpartie. Willi Resetarits verkörperte viele Jahre lang die Figur des Ostbahn-Kurt und war unter diesem Namen in Österreich ein sehr erfolgreicher Musiker.

## Diskografie

### Alben
- I Don’t Want to Go Home (1976, Epic)
- This Time It’s for Real (1977, Epic)
- Hearts of Stone (1978, Epic)
- Havin’ a Party with Southside Johnny (1979, Epic)
- The Jukes (1979, Mercury)
- Reach Up and Touch the Sky – Live (1980, Mercury)
- Love Is a Sacrifice (1980, Mercury)
- Trash It Up (1983, Mirage/Atco)
- In the Heat (1984, Polydor)
- At Least We Got Shoes (1986, RCA)
- Slow Dance (1989, RCA)
- Better Days (1991, Impact)
- The Best of Southside Johnny & The Asbury Jukes (1992, Sony/Epic/Legacy)
- All I Want Is Everything – The Best Of 1979–1991 (1993, Rhino)
- Ruff Stuff (7 track EP) (1995, SSJ Records)
- Jukes Live at the Bottom Line 1975 (1995, Sony/Epic)
- Rockin‘ with the Jukes (1996, Sony)
- Spittin‘ Fire (1996, Musidisc)
- Restless Heart (Compilation) (1998, Polygram)
- Live at the Paradise Theater 1978 (2000, Phoenix Gems)
- Messin‘ with the Blues (2000, Leroy Records)
- More Ruff Stuff (5 track EP) (2000, SSJ Records)
- Superhits (2001, Sony/Epic/Legacy)
- Going to Jukesville (2002, Leroy Records)
- Found in a Closet (2 track EP) (2003, SSJ Records)
- Missing Pieces (2004, Leroy Records)
- Into the Harbour (2005, Leroy Records)
- Collections (2006, Sony/BMG)
- Jukebox (2007, 5CD box set, Leroy Records)
- From Southside to Tyneside... Live (2008, Secret Records)
- Grapefruit Moon – The Songs of Tom Waits (with LaBamba's Big Band) (2008, Leroy Records/Evangeline)
- Ruff Stuff 3 (7 track EP) (2008, SSJ Records)
- Hearts of Stone Live (2009, Leroy Records)
- Pills and Ammo (2010, Leroy Records)
- Men Without Women Live 7-2-11 Asbury Park, NJ (2012, Leroy Records)
- Songs From The Barn (Southside Johnny & the Poor Fools, 2013, Leroy Records)
- Soultime (2015, Leroy Records)

### Singles
- Got to Get You off My Mind / It Ain’t the Meat (It’s the Motion) (1976, Epic EPC 4595)
- I Don’t Want to Go Home / The Fever (1976, Epic)
- Havin’ a Party / Little by Little (1976, promo single, Epic)
- Little Girl So Fine / I Ain’t Got the Fever No More (1977, Epic 5091)
- Without Love / I Ain’t Got the Fever No More (1977, Epic 5230)
- Without Love / First Night (1977, 45 Epic)
- The Fever / When You Dance (1977, Epic 5827)
- Love on the Wrong Side of Town / Some Things Don’t Change (1977, Epic 5862)
- Trapped Again / This Time Baby’s Gone for Good (1978, Epic)
- I Played the Fool / Light Don’t Shine (1978, Epic 6828)
- Talk to Me / This Time Baby’s Gone for Good (1978, Epic 7152)
- I’m So Anxious / Your Reply (1979, Mercury 76007)
- Living in the Real World / Wait in Vain (1979, Mercury)
- All I Want Is Everything / Paris (1979, Mercury 6167 837)
- On the Beach / Goodbye Love (1980, Mercury)
- On the Beach / Why Is Love Such a Sacrifice (1980, US Mercury MER 21)
- On the Beach (En la playa) / Keep Our Love Simple (1980, Esp Mercury 6167960)
- All I Want Is Everything (live) / Restless Heart (1981, NL Mercury 6170147)
- Get Your Body on the Job / Slow Burn (1983, Mirage/Atco)
- Trash It Up / Ms. Park Avenue (1983, Mirage/Atco)
- Love Is the Drug (1983, promo single, Mirage)
- New Romeo / Tell Me Lies (1984, Polydor 881 383-7)
- Captured / Tell Me Lies (1984 F Polydor 881 623-7)
- Captured / Love Is the Drug (1984, Polydor 881 762-7)
- Walk Away Renée / I Can’t Wait (1986, RCA PB 40765)
- You Can Count on Me / Till the End of the Night (1986, RCA PB 40915)
- Hard to Find / You Can Count on Me (1985, RCA SSJ 100)
- Tell Me (That Our Love’s Still Strong) / I Only Want to Be with You (1986, RCA SSJ 200)
- On the Air Tonight / Walking Through Midnight (1988, RCA PB 42617)
- Ain’t That Peculiar / Acts Of Love (1988, RCA PB 42843)
- It’s Been a Long Time (single edit)/ Shake ’em Down (1991, Impact EM 211)
- Coming Back / The Right to Walk Away (1992, Impact 7450327)
- Tell ’em I’m Broke/Satan’s Shoes (2000, Leroy Records BH 45#2104)

### Sonstige Veröffentlichungen
- Having a Party (1984, VHS, Sekuj Ltd)
- Live at The Opera House (2003, DVD, Secret Films)
- In Concert/Ohne Filter (2003, DVD, inak/SWR)
- At Rockpalast (2004, DVD, WDR)
- Jukebox (2007, 5CD box set, Leroy Records)
- The Fever (2009, DVD, Charly Films/BR)